# Efecte Gòlem
Efecte Gòlem o efecte Pigmalió negatiu és una teoria que fa referència a un mecanisme psicològic en què, generant una baixa expectativa sobre una persona, es condueix a modificar de manera negativa la tasca que aquesta persona estigui realitzant. Aquestes expectatives poden ser projectades per la mateixa persona o per d'altri. Segons la teoria, les persones poden ser condicionades negativament per altres o per elles mateixes, baixar l'autoestima i la creença en la capacitat pròpia i obtenir uns resultats deficients.
L'efecte Gòlem pot succeir en diversos àmbits de la vida, però s'ha estudiat especialment a l'àmbit acadèmic i empresarial. Per exemple les baixes expectatives del professorat sobre els seu alumnat poden alterar el comportament tot afectant-lo negativament.
El terme va ser desenvolupat per Babad, Inbar i Robert Rosenthal el 1982 amb un nom que prové de la llegenda el Gòlem, segons la qual un rabí de Praga va construir un Gòlem per protegir els jueus de la ciutat, però a mida que va guanyant força i poder, el Gòlem esdevé cada cop més perillós contra la pròpia comunitat que l'ha creada i a la qual ha de protegir.
Aquest mecanisme està molt lligat a l'efecte Pigmalió, segons el qual projectar unes altes expectatives sobre una persona, el condueixen a uns resultats més positius. L'efecte Gòlem és un exemple de profecia autocomplerta que descriu la idea que les prediccions pròpies poden esdevenir una realitat.